# Viva l'ammore!
Viva l'ammore! è il primo album della cantante italiana Ombretta Colli, inciso nel 1971.

## Tracce
1. Lu primmo ammore
2. Sant'Antonio
3. Paparadio
4. A me cosa mi costa
5. La mia mama
6. La Cinquecento targata MI
7. Mapin-Mapon
8. Ho paura
9. Amore e fame
10. Amore e lavoro
11. È qua è là
12. Viva l'amore